# Internationale Brigades

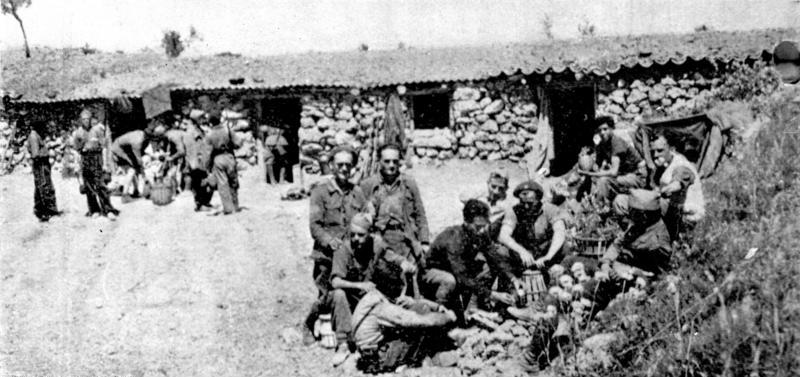
Een bataljon van de Internationale Brigades achter het front

De Internationale Brigades (Spaans: Brigadas Internacionales) waren een republikeinse militaire eenheid die in de Spaanse Burgeroorlog (1936-1939) tegen de rebellerende nationalisten van generaal Francisco Franco vocht.
De eenheid werd gevormd door ongeveer 32.000 vrijwilligers uit meer dan 50 landen. Deze vrijwilligers werden voornamelijk geworven onder sympathisanten van communistische partijen maar er meldden zich ook socialisten, anarchisten en linkse liberalen/libertijnen.

## Ontstaan
Bij de werving en indiensttreding vormde Parijs de belangrijkste spil. Hier werden de vrijwilligers voor de Internationale Brigades die heimelijk via Frankrijk naar Spanje wilden reizen al opgevangen door linkse taxichauffeurs en naar verzamelcentra gebracht, vanwaar ze per trein via Perpignan te voet over de Pyreneeën of via Marseille per boot naar Spanje vertrokken. De organisatie van deze Brigades was in handen van de Komintern, die op 3 augustus 1936 de eerste algemene resolutie met betrekking tot de Internationale Brigades aannam. Na goedkeuring en publicatie op 1 september 1936 door Stalin werd de campagne ter rekrutering gestart. Op 12 oktober 1936 kwamen de eerste 500 vrijwilligers reeds in Spanje aan, per boot in de havenstad Alicante.
Ook 700 Nederlandse vrijwilligers namen deel aan de Internationale Brigades. Onder deze "Spanjestrijders" waren naast militairen ook veel verpleegsters. Van de 700 overleefden zo'n 300 de strijd. Bij terugkeer in Nederland werd hen het Nederlands staatsburgerschap ontnomen omdat zij dienst hadden genomen bij een vreemde krijgsmacht. Dit overkwam onder andere de schrijver Jef Last en Piet Laros.
Maar anders dan Nederlanders die later vrijwillig in dienst traden van het Duitse leger tijdens de bezettingsjaren 1940-'45, en die na het uitzitten van hun straf vrij snel hun paspoort terug kregen, moesten vele oud-Spanjestrijders wachten tot ver in de jaren zeventig van de twintigste eeuw, voor zij hun Nederlanderschap terug kregen. Sommigen hebben het nooit teruggekregen omdat zij naar een ander land waren gevlucht.
In deze Internationale Brigades vochten naar schatting 1.700 Belgische antifascisten. Een derde van deze vrijwilligers viel al strijdend, een ander derde werd door de bezetter tijdens weerstandsacties gedood, terechtgesteld door de nazi's of kwam om in concentratiekampen. Eén der overlevenden was Albert De Coninck. Hij was destijds een jonge communistische militant, die naar Spanje ging om tegen het fascisme te vechten. Hij maakte daar deel uit van een speciale guerrilla-eenheid.
Minder bekend is dat het aantal vrijwilligers van joodse afkomst in de Internationale Brigades relatief hoog was, nl. ongeveer 25% van het totaal aantal internationale vrijwilligers verdeeld over alle nationaliteiten.
Sovjetofficieren (ongeveer 30) maakten een belangrijk deel uit van de leiding van deze Brigades.
Regelmatig kwamen er kleine muiterijen voor onder de Internationale Brigadisten, veroorzaakt door groeiende onrust door extreem hard optreden van de leiding (waaronder executies na mislukte operaties) en de communistische obsessie met propaganda die vaak ten koste ging van de levens van de gevechtstroepen (er werden onterechte veroveringen geclaimd die in de bevelvoering vervolgens tot grote fouten leidde). De Brigadisten raakten in toenemende mate gedemoraliseerd door de vreselijke verliezen die ze leden in schijnbaar nutteloze operaties en hadden soms het gevoel dat ze opgeofferd werden. Zo hadden de Internationale Brigades na de slag bij Brunete (juli 1937) 4300 van de ingezette 13.353 man verloren en lagen er nog eens bijna 5000 man in het ziekenhuis.
Russische paranoia over een eventuele vijfde colonne (waarop de vele mislukkingen afgeschoven werden) leidde zelfs tot het opzetten van een eigen concentratiekamp voor Internationale Brigadisten waarin in de maanden augustus t/m oktober 1937 (na het debacle van de Republikeinse aanval bij Brunete) ten minste 4000 man naartoe gezonden werden.
In november 1938 werden de Internationale Brigades teruggetrokken omdat Stalin na de Conferentie van München voorzag dat hij een non-interventiepact met Hitler zou sluiten. Formeel gezien reageerde hij hiermee op een oproep van het Non-Interventie-Comité.
Teruggekeerde vrijwilligers, die een flinke dosis frontervaring hadden, speelden enige jaren later in hun moederland vaak een toonaangevende rol in het verzet tegen de nazi's, zowel in het Nederlandse Verzet als bij de Partizanen in Joegoslavië.

## Bekende buitenlandse vrijwilligers

### Vrijwilligers in Internationale Brigades
- Anton Ackermann
- Piet Akkerman
- Edward Anseele jr.
- Julian Bell
- Ernst Busch
- Achille Chavée
- Albert De Coninck
- Friedrich Dickel
- Heinz Hoffmann
- Albert Hößler
- Joris Ivens
- Jef Last
- André Malraux
- Erich Mielke
- Conlon Nancarrow
- László Rajk
- Theo van Reemst
- Trudel van Reemst-de Vries
- Paul Robeson
- Mehmet Shehu
- Claude Simon
- Erich Weinert

### Republikeinse vrijwilligers buiten de Internationale Brigades
- Camillo Berneri in een anarchistische militie
- Robert Capa als fotograaf voor Life
- Anton Constandse als journalist voor De Dageraad
- Paul Éluard, strijdend dichter
- Ernest Hemingway als journalist aan republikeinse zijde
- Georges Kopp in een POUM-militie
- George Orwell in een POUM-militie
- Carlo Rosselli in een gemengde militie
- Fanny Schoonheyt in de communistische Carlos Marx-colonne
- Antoon Spinoy in een ziekenhuis
- Simone Weil in een anarchistische militie

## Herdenking
In 1996 reisden ruim 400 zogeheten Interbrigadisten naar Madrid om op uitnodiging van het Spaanse parlement de Cortes de herdenking bij te wonen van het begin van de burgeroorlog, zestig jaar geleden. Zij kregen symbolisch het Spaanse staatsburgerschap aangeboden. Onder hen waren 22 Nederlanders.